# Zbiornik Turawa
Zbiornik Turawa este o arie protejată (arie de protecție specială avifaunistică — SPA) din Polonia întinsă pe o suprafață de 2.123,81 ha, integral pe uscat.

## Localizare
Centrul sitului Zbiornik Turawa este situat la coordonatele 50°43′17″N 18°07′55″E / 50.7215°N 18.132°E.

## Înființare
Situl Zbiornik Turawa a fost declarat arie de protecție specială avifaunistică în noiembrie 2008 pentru a proteja 75 de specii de animale.

## Biodiversitate
Situată în ecoregiunea continentală, aria protejată nu include niciun habitat protejat.
La baza desemnării sitului se află mai multe specii protejate de  păsări (75): fluierar de munte (Actitis hypoleucos), pescăruș albastru (Alcedo atthis), rață lingurar (Anas clypeata), rață pitică (Anas crecca), rață fluierătoare (Anas penelope), rață mare (Anas platyrhynchos), rață cârâitoare (Anas querquedula), gâscă de semănătură (Anser fabalis), fâsă-de-câmp (Anthus campestris), stârc roșu (Ardea purpurea), rață-cu-cap-castaniu (Aythya ferina), rață roșie (Aythya nyroca), buhai de baltă (Botaurus stellaris), Branta leucopsis, gâsca cu piept roșu (Branta ruficollis), fugaci de țărm (Calidris alpina), fugaci roșcat (Calidris ferruginea), fugaci mic (Calidris minuta), chirighiță-cu-obraz-alb (Chlidonias hybridus), chirighiță-cu-aripi-albe (Chlidonias leucopterus), chirighiță neagră (Chlidonias niger), barză albă (Ciconia ciconia), barză neagră (Ciconia nigra), erete de stuf (Circus aeruginosus), erete vânăt (Circus cyaneus), erete cenușiu (Circus pygargus), cristeiul de câmp (Crex crex), Cygnus columbianus bewickii, lebădă de iarnă (Cygnus cygnus), ciocănitoarea de stejar (Dendrocopos medius), ciocănitoare neagră (Dryocopus martius), egretă albă (Egretta alba), egretă mică (Egretta garzetta), presură de grădină (Emberiza hortulana), șoim de iarnă (Falco columbarius), șoim călător (Falco peregrinus), muscar-gulerat (Ficedula albicollis), becațină comună (Gallinago gallinago), Gallinago media, cufundar polar (Gavia arctica), cufundar mic (Gavia stellata), cocor (Grus grus), scoicar (Haematopus ostralegus), codalb (Haliaeetus albicilla), stârc pitic (Ixobrychus minutus), sfrâncioc roșiatic (Lanius collurio), pescăruș-cu-cap-negru (Larus melanocephalus), pescăruș mic (Larus minutus), sitar de mal nordic (Limosa lapponica), sitar de mâl (Limosa limosa), ciocârlie de pădure (Lullula arborea), gușă albastră (Luscinia svecica), ferestraș mic (Mergus albellus), gaia neagră (Milvus migrans), gaia roșie (Milvus milvus), stârc de noapte (Nycticorax nycticorax), vultur pescar (Pandion haliaetus), viespar (Pernis apivorus), notatița cu ciocul subțire (Phalaropus lobatus), bătăuș (Philomachus pugnax), ciocănitoare verzuie (Picus canus), lopătar (Platalea leucorodia), ploier auriu (Pluvialis apricaria), corcodel-urechiat (Podiceps auritus), corcodel-cu-gât-roșu (Podiceps grisegena), corcodel-cu-gât-negru (Podiceps nigricollis), cresteț cenușiu (Porzana parva), cresteț pestriț (Porzana porzana), ciocântors (Recurvirostra avosetta), pescăriță mare (Sterna caspia), chiră de baltă (Sterna hirundo), fluierar de mlaștină (Tringa glareola), fluierar cu picioare verzi (Tringa nebularia), fluierarul cu picioare roșii (Tringa totanus), Xenus cinereus.